# 사카이 다다키요
사카이 다다키요(일본어: 酒井忠清, 간에이 원년 음력 10월 19일(1624년 11월 29일) ~ 엔포 9년 음력 5월 19일(1681년 7월 4일))는 에도 시대 전기의 후다이 다이묘이다. 에도 막부의 로주(老中), 다이로(大老). 고즈케 우마야바시번 제4대 번주. 사카이가 우타노카미파 종가 제4대. 제4대 쇼군 도쿠가와 이에쓰나의 치세기에 이르러 대로에 임명된다. 다다키요는 후다이 명문 사카이씨 우타노카미파 적통으로 도쿠가와씨의 미카와 소재 이래로 도쿠가와 이에야스, 히데타다, 이에미쓰 3대를 섬긴 사카이 다다요(酒井忠世)의 손자이다.

## 생애

### 출생과 노중 시대
간에이 원년(1624년) 10월 19일, 사카이 다다유키의 장남(적출 나가코)으로서 사카이 이에에도야시키에 태어난다. 어린 시절은 불명확하지만, 사카이 이에에도야시키에서 자랐다고 생각된다.
간에이 7년(1630년) 1월 26일에 쇼군 이에미쓰가 쇼군의 할아버지 다다요 저택에서 다다키요를 처음 보고 금마대를 헌상하여 이에미쓰로부터 일본 고유의 차이를 제공받았다.『동무실록』에 의하면, 더욱이 1월 29일에는 거물 히데타다가 같은 다다요 저택에 이어, 이때도 다다시가 첫선을 보인 다치마요를 진상하여, 국광의 겨드랑이를 줬다고 한다. 간에이 9년(1632년) 12월 1일에는 에도성에 첫 등영하여 동생 다다요시와 함께 쇼군 이에미쓰를 알현했다.
간에이 13년(1636년) 3월 19일에는 할아버지 다다요, 같은 해 11월 17일에는 아버지 다다유키가 잇달아 사망하고 다음해인 간에이 14년(1637년) 1월 4일에 유령 12만 2,500석 중 우에노 우마야바시번 10만 석의 상속이 허가되어 같은 날에는 동생인 다다노에도 우에노 이세사키번이 분지되었다.
간에이 15년(1638년)에 출사해 종5위하, 가와치마모루에 임명된다. 우타료가 적류로서 아버지 다다유키가 맡고 있던 주자번을 명령받아 무가 고실을 습득해 전중의례의 제역을 맡는다. 이 해에는 다다요시와 함께 우에노에 첫 입국을 했다. 또한 같은 해에는 도이 도시카쓰와 사카이 다다카쓰가 중요한 시기에 등성을 명령받았는데 이것이 훗날 다이로의 발단이 되었다.
간에이 18년(1641년)에는 3대 쇼군·도쿠가와 이에미쓰에 적자·이에쓰나가 탄생. 다요시는 이에미쓰리가 있는 혼마루가신(本丸付家臣)이며, 어린 이에쓰나와의 접촉은 의례를 통해서 뿐이었지만, 다다요시는 이에쓰나쓰키 가신단에 가입하였다. 쇼호 원년(1644년) 12월에는 마쓰다이라 사다쓰나의 딸 쓰루히메와 혼례, 게이안 원년(1648년)에는 장남 다다아키가 태어나지만, 쓰루히메는 게이안 3년(1650년)에 사망. 게이안 4년(1651년) 4월에는 이에미쓰가 사망하고 8월에는 이에쓰나가 쇼군 선하를 받는다. 오오로·사카이 다다카쓰, 노중·마쓰다이라 노부쓰나 후견인의 호시나 마사유키, 가강 첨부 가신단의 마쓰다이라 노리토시등에 보좌된 이에쓰나 정권이 성립해, 다다시로는 계속 주자번을 맡아 10월에는 사콘에권 소장으로 임관해, 우타료로 개명을 명인받는다.

### 다이로 취임후 만년
이에미쓰 사후에는 니시노마루로츄(西の丸老中)가 혼마루로츄(本丸老中)로 흡수되었으며, 쇼오 2년(1653년) 6월에는 쇼세이도로츄(忠正)에 취임하여 여러 역을 겸임한다. 다다키요은 취임과 동시에 노중 수좌로서 마쓰다이라 노부쓰나, 마쓰다이라 노리나가, 아베 다다아키와 함께 4인 연서 체제를 구성하지만, 다음해 조오 3년(1654년)에는 승수가 사망해, 만지 원년(1658년) 윤12월 29일에 이나바 마사노리가 더해질 때까지는 3인 체제가 된다. 메이레키 원년(1655년), 이케다 미쓰마사로부터 미츠마사의 딸 후키와 사카키 마사후사의 혼담에 대한 상담을 제의받았다. 간분 4년(1664년)에는 일반봉서의 가판을 면했고, 간분 6년(1666년) 2월 2일, 제국야마가와 법도를 발하는 1명이 되었으며, 3월 26일에는 노중봉서에의 가판도. 호시나 마사유키나 아베 타다아키가 죽자 권력이 집중해, 새롭게 히사요 히로유키·쓰치야 가즈나오·이타쿠라 시게노리를 더한 노중달과 함께 쇼군 가강을 보좌해 순사 금지령이나, 무쓰 센다이번 62만 석의 다테 가문에서 생긴 다테 소동(관문 사건)이나, 연보 연간에치고 다카다번에서 생긴 에치고 소동등의 집안 소동의 재정에 관여했다.
엔포 8년(1680년) 1월, 가즈사 쿠루리 2만 석을 가증하여 15만 석이 되어, 츄코 시대(中古 ちゅうこ[*])의 가격으로 복원한다. 같은 해 5월에는 이에쓰나가 사망하고, 8월에는 이에쓰나의 이복 동생 쓰나요시가 쇼군 선하를 받는다. 12월 9일에는 병요양을 명령받고, 원로직에서 해임된다.
이듬해인 엔포 9년(1681년) 2월 27일에 은거해, 5월 19일에 사망. 향년 58세(만56세 사망). 시신은 류카인(현재의 군마현 마에바시시)에 묻혔다. 토다 시게미 「어당대기」에 의하면, 쓰나요시는 에치고 소동의 재정정을 실시해, 다카다번을 개역하려고 했기 때문에 다다키요는 반대했지만, 쓰나요시는 상대하지 않았다고 한다(다다키요의 사후의 6월 21일에 재정정을 실시해, 6월 26일 개역).

## 인물

### 하마쇼군
다다키요는 가마쿠라 시대에 집권한 호조씨(北条氏)의 이름으로, 다이로(大老) 취임 후에는 [좌양정사마(左陽正士馬)]라는 칭호를 받는 쇼군(将軍)·이에쓰나(家綱) 아래서 권세를 발휘한 전제적 인물로 평가받는 경향이 있다. 또, 다테 소동을 취급한 문예 작품 등 창작에 대해서는, 작중에서는 다테 무네카츠와 결탁한 극악인으로서 그려져 왔다. 사카이가는 간에이 13년(1636년)에 에도성 오테몬하마후다부츠 부근의 마키노 타다나리의 저택이 주어져 실내가시키로 되어 있었다. 하마찰은 내쪽으로 걸어서 하마지례를 해야 하는 막부의 권위를 의식하는 곳으로, 다이로시대 충청의 권세와 맞물려 사후 쓰나요시기에 하마쇼군으로 속칭되었음을 <노자어록>(老子語録), <견문수필>(見聞随筆)등의 사료에 알 수 있다. 또 도다 시게히데가 쓴 『어당대기』에도 다다키요가 하마쇼군(下馬将軍)으로 불렸다는 기록이 있다.

### 궁장군 옹립설
또한 가쓰나의 위독에 있어서 가마쿠라 시대의 예를 따라 도쿠가와가·에치젠 마쓰다이라가과는 인연이 깊은 아리스가와노미야 유키히토 친왕(有栖川宮幸仁親王)을 궁장군으로 옹립하려고 했다고 하며, 이는 도쿠가와 미쓰쿠니, 홋타 마사토시 등의 반대로 실현되지 않았다고 한다. 이는 이에쓰나의 동생 쓰나요시의 자질에 의문을 가졌기 때문이기도 하고, 혹은 이에쓰나의 후궁이 임신한 상태에서 출산까지의 시간을 벌려고 했기 때문이라고도 한다.궁장군 옹립설은 『도쿠가와 미키』를 비롯한 사료에서 볼 수 있어 통설로 취급되어 왔으나, 최근에는 역사가 쓰지 다쓰야의 재평가가 있어 실각 후의 풍설에서 유포된 것이라는 지적도 있다.
비젠 오카야마번주 이케다 미쓰마사(아버지의 사촌)와는 교우가 있고, 광정일기(光政日記)에도 다다키요에 관한 기사를 볼 수 있지만, 간분 8년(1668년)에는 충청에 의견서를 제출했다고 한다(<이케다 가문서>). 이는 충청의 전횡을 비판한 것이라고도 하지만, 광정일기에는 의견서 제출의 기술이 보이지 않고, 동시대에 행해지고 있다. 간언서라고도 말하고 있다.

### 인물상·평가
매우 빠른 인물이며, 낙서에는「百物頭」나 「中村雜記」등에, 「빠른 말의 머리」 「빨리 말하는 사람」이라고 기술되어 있다.
넷째 아이를 제외한 모든 자녀는 아내의 자녀이며, 유일한 아내인 아이가 아닌 넷째 아이 역시 첫 번째 아내와 사별 후 재혼 전 독신시절의 자녀이다. 역사작가 가이온지 우시오고로는 이 점을 지적하면서 가정 내에서는 성실했던 애처가가 아닌가 추측하고 있다.
쓰나요시가 쇼군에 취임하자 다이로가 해임되어 에치고 소동의 재심이 진행되는 가운데, 다다시는 해임으로부터 불과 1년 후에 돌연 몰사했기 때문에, 쓰나요시는 자살이 아닌가 하는 의문을 가져, 「무덤을 파내라」라고 명할 때까지 집요하게 몇번이나 검시를 요구했다고 하지만, 사카이 가문과 친척 관계가 있는 도도 다카히사 등은 변명을 쓰면서 이것을 완고하게 거부했다. 그래서 다다키요의 죽음이 심상치 않았을 것이라는 추측이 나온다. 다만 시신은 마에바시에서 다비하기 때문에 후세 창작으로도 여겨진다.
또한 『나카무라 잡기』는 다다키요와 이나바 마사노리의 대비에 대해서도 언급한다. 다다키요는 몸집이 작고, 마사노리는 몸집이 큰 남자로, 다다키요는 잘 웃고 예능을 좋아하는 반면, 정칙은 엄격하여 유학을 좋아하는 양자는 매우 대조적이었다.
『담해』의 22권에는 간분 8년(1668년) 때의 노중(老中) 촌평이 나온다. 그 가운데 다다키요는 대해로 불린다. 이는 '화유관후(和油觀厚)'라는 뜻일 것이라고 해석되고 있다.

### 일화
교호 6년(1721년)에 성립된 갈등별지에는 다다키요의 일화가 수록된다. 게이안 4년(1651년), 다다키요는 상락하고 이타쿠라 시게무네의 하인의 안내를 받아 동산을 둘러보았다. 그러자, 구걸을 구하기 위한 오두막이 많이 건설되고 있었다. 이것은 구걸을 구하기 위한 오두막이라고 들은 다다키요는 「진정한 인정이란, 구걸을 구하기 위한 오두막을 짓는 것이 아닌, 구걸이 원래 존재하지 않는 세상을 만드는 것이 아닌가」라고 말했다고 한다. 이 이야기는 신빙성이 의심스럽지만, 사카이 다다시 타쿠에 대한 평가가 반드시 부정적인 것만은 아니었다는 증거라고도 볼 수 있다.
「토악구수기」의 아들 충거의 항목에 의하면, 「아버지(다다키요), 여색을 좋아하고, 공가의 딸을 많이 불러들여, 아내로서, 그 뱃속에 딸이 많이 있다」라고 되어 있다. 다만 이 책의 편찬은 쓰나요시 정권 때로 추정되고 있어 쓰나요시 독재시대의 충청평이 반영되어 있을 가능성을 지울 수 없음에 유의. 또 아버지와 행적이 다른 충거는 양장이라고 쓰여져 있어 신랄한 기술이 많은 이 책에 비해 과대하게 쓰여져 있을 가능성도 있다.

## 같이 보기
- 조조지
- 사카이 다다카쓰 - 다다키요의 재종조부

| 전임 사카이 다다유키 | 제9대 사카이가 우타노카미계 종가 당주 1637년 ~ 1681년 | 후임 사카이 다다타카 |

| 전임 사카이 다다유키 | 제4대 우마야바시번 번주 (사카이가 우타노카미계 종가) 1637년 ~ 1681년 | 후임 사카이 다다타카 |